# هری گیزیریان
هری گیزیریان (ارمنی: Հէրի Գիզիրեան؛ انگلیسی: Harry Kizirian؛ ۱۳ ژوئیهٔ ۱۹۲۵ – ۱۳ سپتامبر ۲۰۰۲) فرد نظامی ارمنی‌تبار اهل ایالات متحده آمریکا بود.

## زندگی‌نامه
وی در ۱۳ ژوئیهٔ ۱۹۲۵ در پراویدنس به دنیا آمد . وی همچنین برنده جوایزی همچون پرپل هارت و نشان ستاره برنزی شد. وی در ۱۳ سپتامبر ۲۰۰۲ در سن ۷۷ سالگی در پراویدنس درگذشت